# Kreuzganglettner in St. Maria (Buxheim)

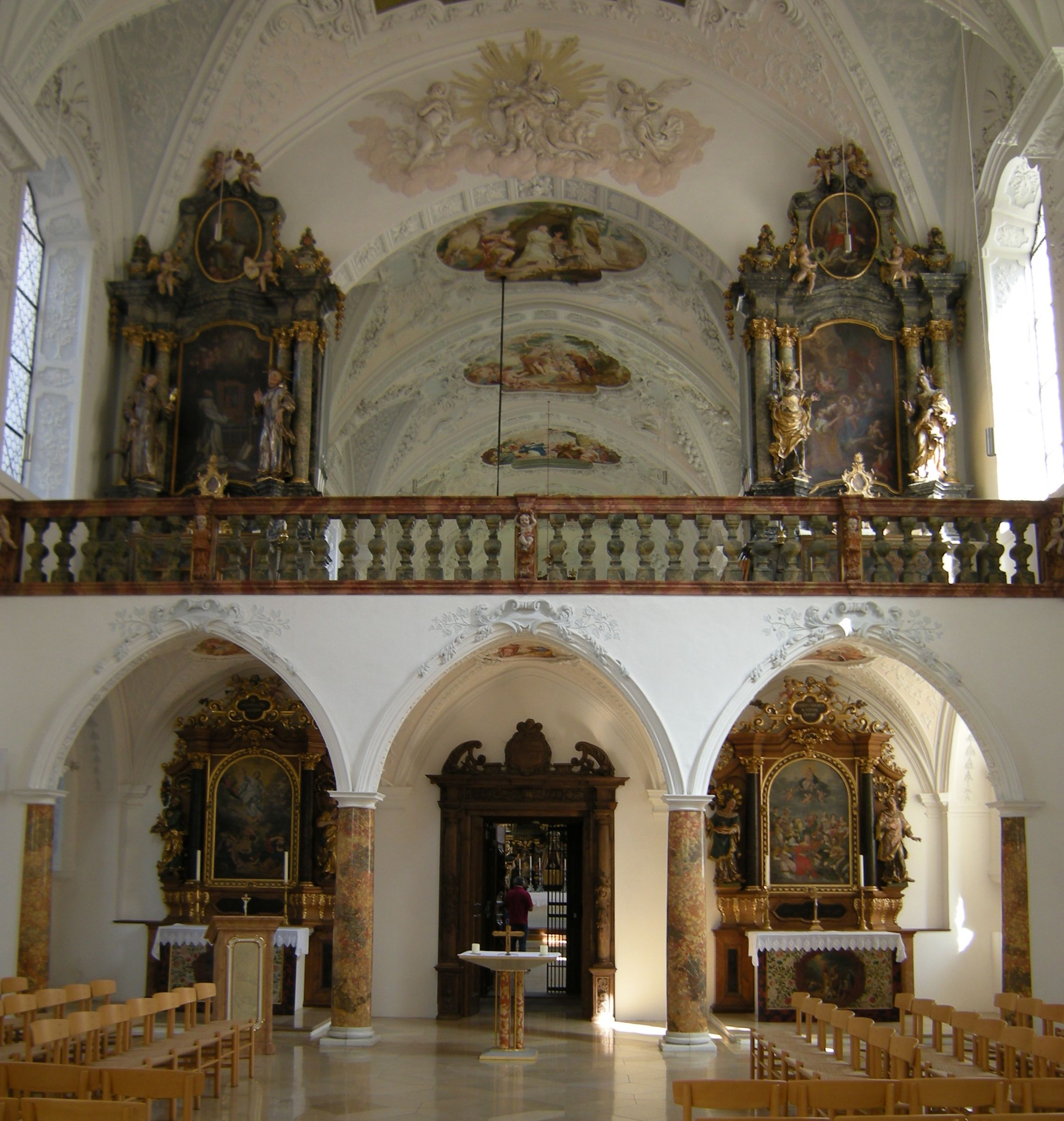
Der Kreuzganglettner vom Brüderchor aus gesehen

Der Kreuzganglettner in der ehemaligen Kartausenkirche St. Maria im oberschwäbischen Buxheim bei Memmingen ist ein den Priester- und den Brüderchor trennendes Bauwerk. In ihm verläuft der Kreuzgang des Klosters. Im Brüderchor ist er geöffnet und besitzt drei Joche, im Priesterchor ist er geschlossen. In etwa vier Meter Höhe ist der Kreuzganglettner zum Lettner geöffnet. Auf ihm stehen zwei Altäre, die dem Brüderchor zugewandt sind, des Weiteren befinden sich dort zwei Prospekte der Orgel. In der Öffnung des Brüderchores steht im rechten und linken Joch jeweils ein Altar. Im mittleren Joch befindet sich eine Tür zum Kreuzgang und im Priesterchor auf gleicher Höhe eine Tür zum Priesterchor.

## Lettneraltäre
Die Lettneraltäre fertigte Dominikus Zimmermann in den Jahren 1712/13. Sie besitzen Stuckmarmoraufbauten über gemauerten Mensen. Die Altarsockel sind mit Holzantependien verkleidet. Die Bilder der Altäre hatte Johann Friedrich Sichelbein schon 1708 gemalt, die Statuen schnitzte Johann Georg Reusch.

### Nördlicher Lettneraltar

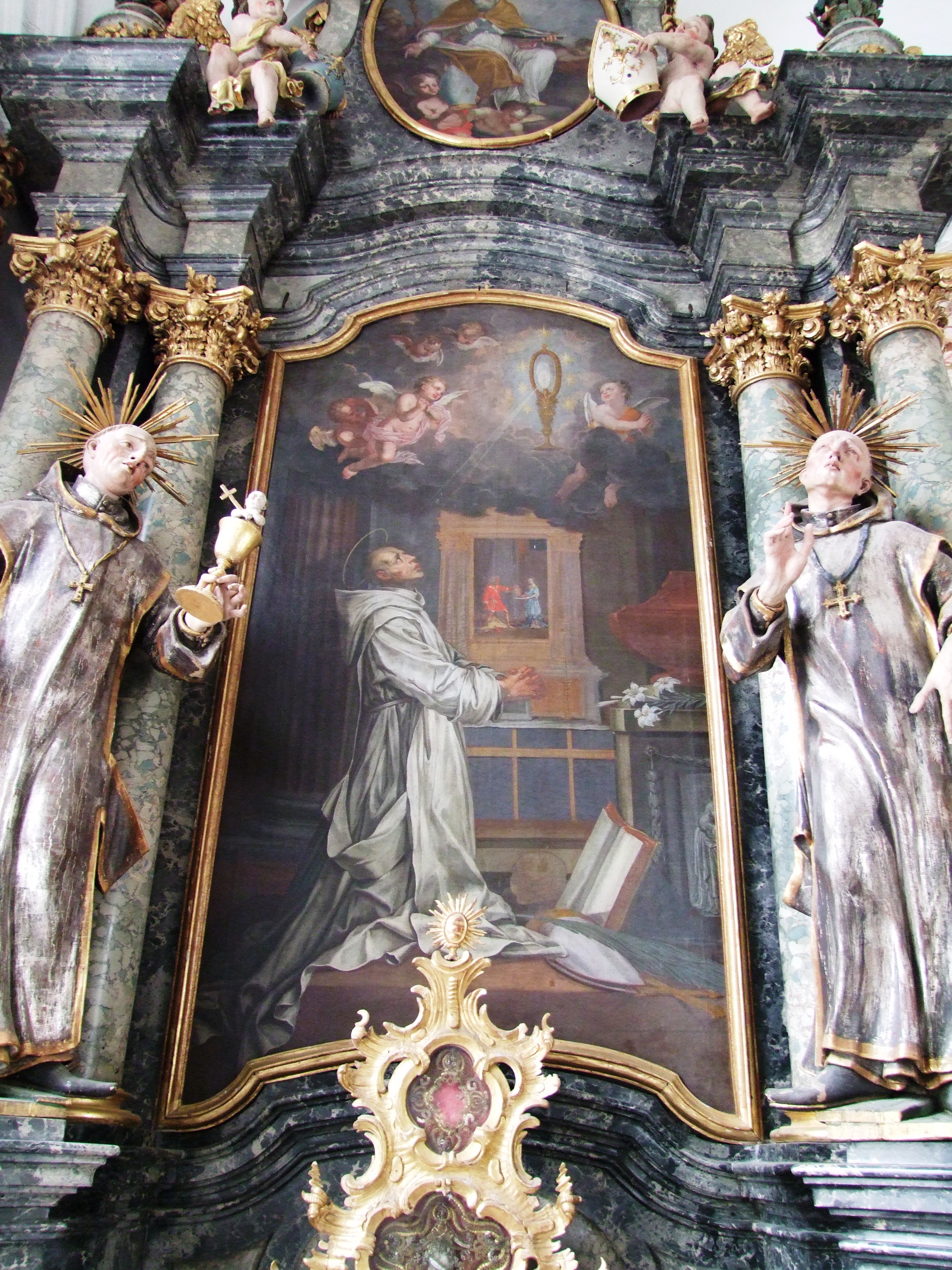
Der nördliche Lettneraltar

Das Altarblatt zeigt den heiligen Bruno in Seitenansicht kniend im Gebet vor einem Altar. Zu seiner Linken ist im Hintergrund ein weiterer Altar abgebildet, der die Enthauptung Johannes des Täufers zum Thema hat. Ein ganz in Rot gekleideter Henker überreicht der blau gekleideten Salome, die ihm ein silbernes Tablett entgegenhält, das Haupt des Johannes. Bruno trägt eine überlange Kartäuserkutte mit reichem Faltenwurf. Sein kahles Haupt, von einem Heiligenschein umgeben, ist zum Himmel gerichtet. Dort steht auf einer dunklen Wolkenbank eine von sieben Sternen umrahmte goldene Monstranz mit einer Hostie. Die Sterne gehören zu den Attributen des heiligen Bruno. Die Hostie wirft einen Lichtstrahl auf Bruno. Rechts neben der Monstranz blickt eine Putte mit einer goldenen Schärpe betend zur Monstranz. Vor dem heiligen Bruno lehnt ein offenes Buch an einem Altar am Boden.
Im Auszugsbild ist der heilige Ulrich zu sehen. Er trägt ein weißes Gewand und einen goldenen Umhang. Zu seinen Füßen sitzen zwei Putten, die rechte hält die Bischofsmitra, die linke blickt zu Boden. Ulrich hält mit seiner linken Hand ein verschlossenes Buch, auf dem zwei Fische liegen. Links hinter Ulrich hält eine weitere Putte den Bischofsstab.
Das Altarblatt wird von zwei Statuen flankiert. Die linke Statue stellt Hugo von Lincoln, die rechte Hugo von Grenoble dar. Am Fußbereich ist bei Hugo von Lincoln ein Schwanenkopf zu sehen. In seiner linken Hand hält er einen goldenen Kelch, aus dem ein kleines Kind mit einem Kreuz herauskommt. Die rechte Hand ist leicht nach vorne gerichtet, die Finger dabei wie zum Greifen gespreizt. Der Blick von Hugo von Grenoble ist wie seine rechte Hand mit dem Zeigefinger gen Himmel gerichtet, die linke Hand ist leicht nach vorne gerichtet, die Finger schlaff zum Boden hängend.

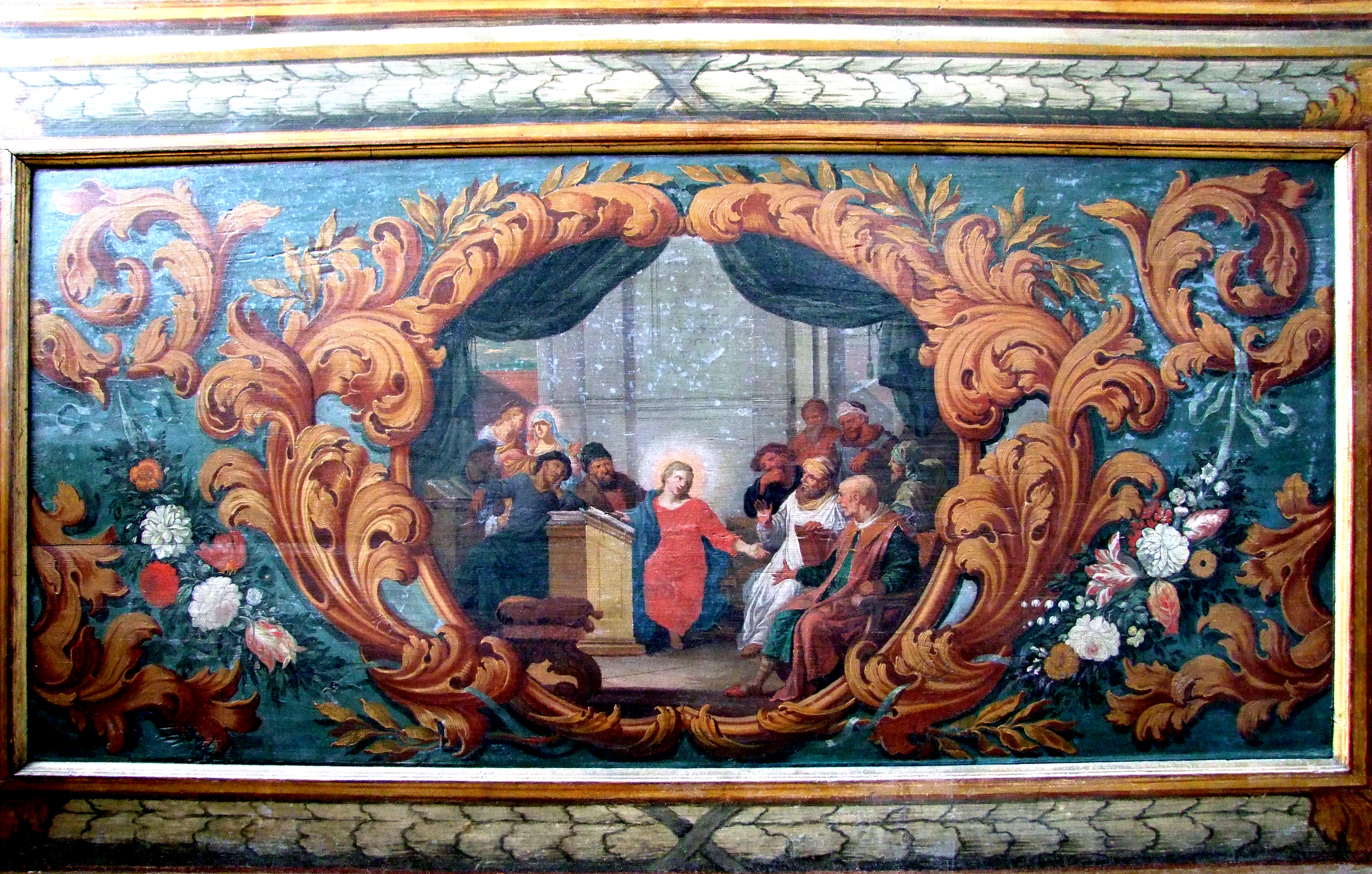
Der zwölfjährige Jesus im Tempel

Bildmotiv am Holzantependium ist der zwölfjährige Jesus im Tempel. in Rot gekleidet mit einem blauen Umhang steht er im Zentrum des Bildes. Sein Haupt ist von einem Strahlenkranz umgeben. Vor ihm steht ein Lesepult mit einem Buch. Rechts und links von ihm sind die Schriftgelehrten versammelt, auf der rechten Seite in zwei Reihen hintereinander gestaffelt. In der zweiten Reihe auf der linken Seite ist Maria mit einem Strahlenkranz nimbiert dargestellt, neben ihr der heilige Josef. Vor ihnen sitzen zwei Schriftgelehrte, von denen der rechte einen aufmerksam zuhörenden, der linke, den Ellenbogen auf dem Lesepult abgestützt, einen nachdenklichen Eindruck macht. Das Bild wird von gemalten Akanthusornamenten umrahmt. In der unteren Hälfte des Akanthuskranzes schließen sich links und rechts gemalte Blumengestecke, oben und unten weitere Akanthusmotive an.

### Südlicher Lettneraltar

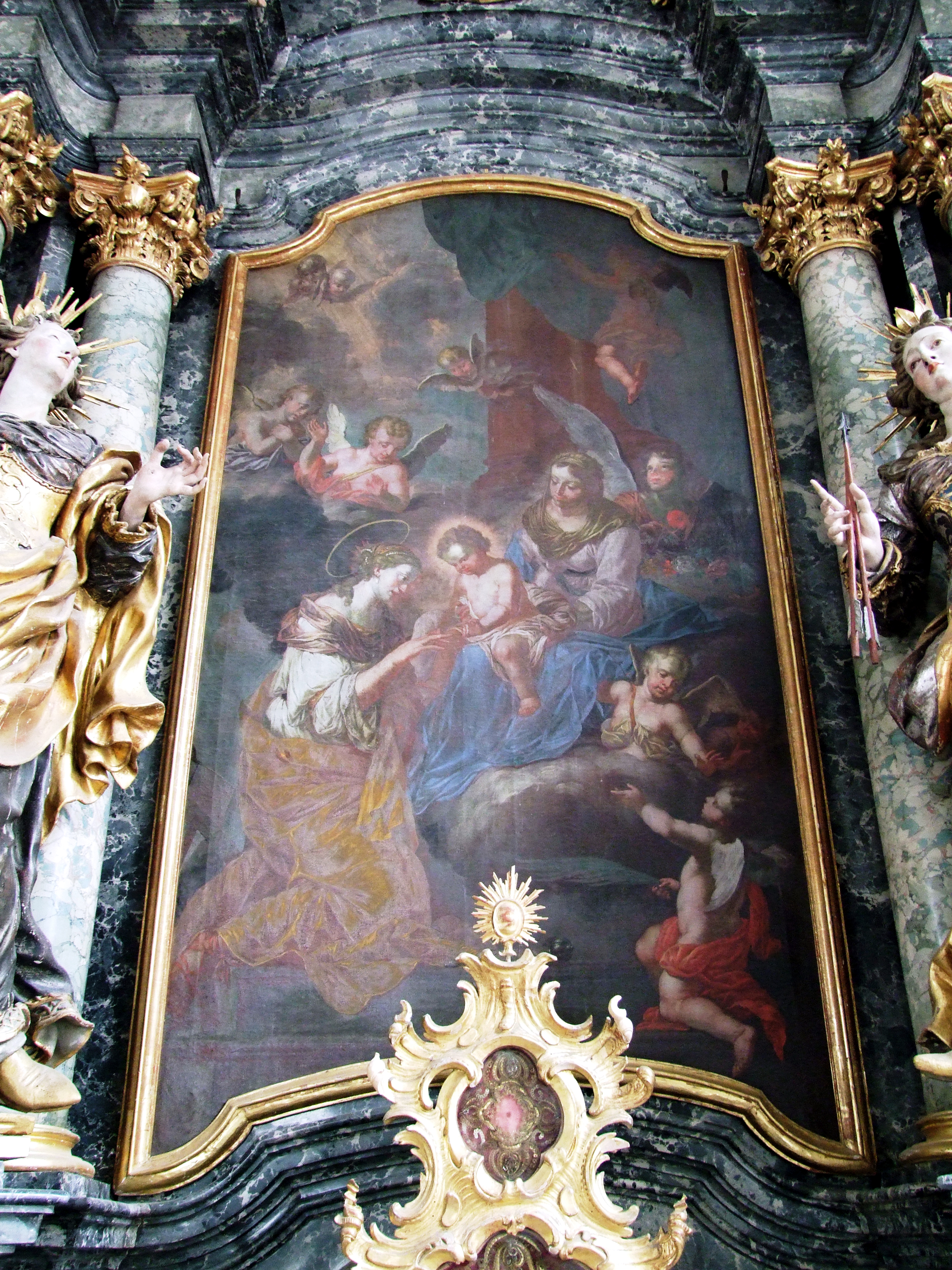
Der südliche Lettneraltar

Auf dem Altarblatt ist die mystische Vermählung der heiligen Katharina von Alexandrien mit dem Jesuskind thematisiert. Das Auszugsbild zeigt die heilige Katharina in der Glorie. Sie hat einen Heiligenschein, längeres braunes Haar, in dem Perlen zu sehen sind, und trägt ein weißes Gewand mit einem weiten Umhang in Rottönen. Sie streckt ihren rechten Ringfinger dem mit einem Lendenschurz bekleideten braungelockten Jesuskind im Strahlenkranz auf Marias Schoß entgegen. Maria sitzt auf einem Stein, ist in Weiß gekleidet und trägt einen weiten blauen Umhang und ein goldenes Kopftuch. Ihre Hände halten das Jesuskind unter seinem Lendenschurz. Unterhalb Marias sind auf der rechten Bildseite zwei Putten dargestellt. Hinter Maria ist ein bekleideter Engel mit einer großen roten Rose auf der Brust zu sehen. Der linke Auszug des Bildes wird vom Himmel gestaltet, der rechte von einer großen roten Säule mit einem dunklen Vorhang, der von einer Putte nach oben gehalten wird.
Das Altarblatt wird von zwei Statuen flankiert, links von der heiligen Barbara, rechts von der heiligen Ursula. Über dem Kopf der heiligen Barbara befindet sich ein Strahlenkranz. Ihr Blick ist in Richtung des Altarblattes leicht angehoben. Sie trägt ein dunkles, mit vielen Falten und Goldborten verziertes Gewand und ein goldenes Mieder. Um ihre linke Schulter ist ein goldenes Tuch geschlungen. In ihrer rechten Hand hält sie ein Palmblatt, die linke ist so gestaltet, als ob sie etwas halten wolle. In der Handfläche ist eine Beschädigung zu sehen, was darauf schließen lässt, dass sich früher dort ein weiteres Attribut, eventuell ein Kelch, befunden hat. Auch über dem Kopf der heiligen Ursula befindet sich ein Strahlenkranz. Das dunkle, mit reichen Goldborten verzierte Gewand wird von einem reich verzierten Mieder abgelöst. Der goldene Umhang, den sie um die linke Schulter geschlungen hat, fällt bis zum Boden. Ihre linke Hand hält diesen am rechten Oberschenkel zusammen. In der rechten hält sie zwei Pfeile, der Zeigefinger zeigt auf das Altarblatt.

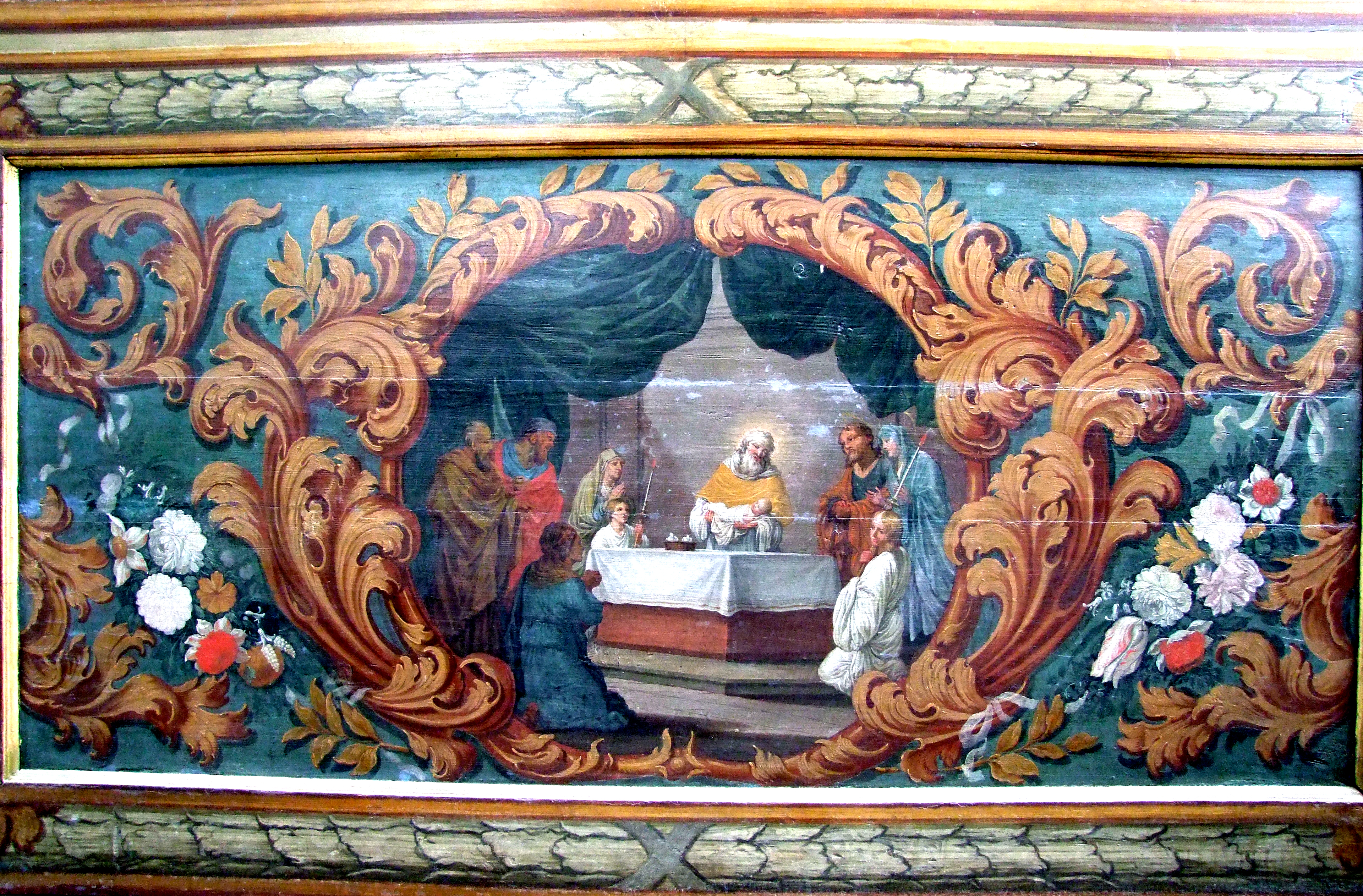
Darstellung Jesu im Tempel

Am Holzantependium des südlichen Lettneraltars malte Sichelbein die Darstellung Jesu im Tempel. Hinter einem weiß gedeckten Tisch mit einem Weidenkorb und zwei Tauben steht der in Weiß und Gold gekleidete Simeon und trägt das in ein weißes Leinentuch gewickelte Jesuskind auf seinen Armen. Rechts stehen der in Grün und Rot gekleidete Josef und Maria. An beiden Seiten des Tisches knien zwei weißgekleidete Jungen, die Leuchter mit brennenden Kerzen in ihren Händen halten. Vor dem Tisch kniet eine in Blau gekleidete Frau, die dem Betrachter den Rücken zukehrt. Links vom Tisch stehen zwei Männer und eine Frau mit grünem Kopftuch. Das Gemälde wird von einem Vorhang eingerahmt, der an einem Akanthusrahmen mit Blumengebinden hängt.
In Richtung Brüderchor stehen links und rechts vom Zugang zum Kreuzgang unter dem Lettnergewölbe zwei Altäre. Diese wurden im zweiten Jahrzehnt des 18. Jahrhunderts erbaut, nach dem Umbau des Lettners in den 1950er-Jahren in die ehemalige Zelebrationskapelle im ersten Stock der Sakristei eingelagert und nach dessen Rückbau wieder an ihren alten Platz gestellt. Die Nussbaumaufbauten besitzen schlichte Mensen und Holzantependien. Die Altarblätter malte Johann Friedrich Sichelbein, die flankierenden Statuen schuf Johann Georg Reusch.

### Nördlicher Brüderchoraltar

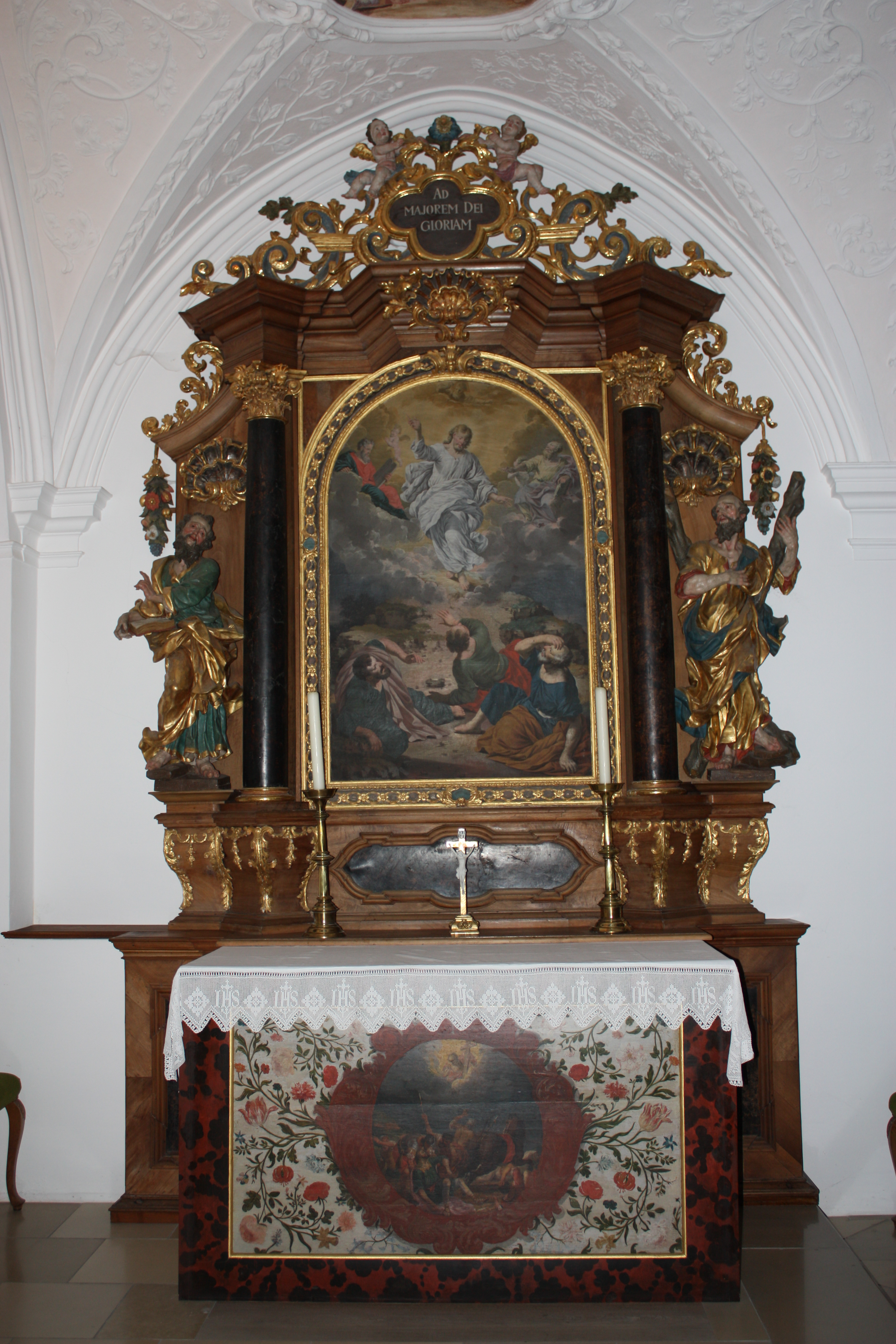
Der nördliche Brüderchoraltar

Das Altarblatt des nördlichen Brüderchoraltars zeigt die Verklärung Christi. Petrus, Jakobus und Johannes liegen in dem Bild auf einem steinigen Boden eines Weges. Petrus und Johannes halten sich jeweils eine Hand vor das Gesicht und stützen sich mit der anderen Hand am Boden auf. Petrus ist als einziger mit erhobenem Oberkörper zu sehen, während Johannes und Jakobus sich gerade aufrichten wollen. Über ihnen kommt auf einem, von Wolken flankierten Weg, der in Weiß dargestellte Heiland zu ihnen. Er hebt die rechte Hand zum Gruß, die linke ist nach links ausgestreckt. Auf der linken Wolke sitzt Moses mit den Gesetzestafeln der Zehn Gebote, auf der rechten Elija mit einem Buch. Die Wolken reichen bis zu Jesu Hüften, darüber ist ein gelber Sonnenaufgang zu sehen.
Der Auszug des Altars besteht aus barock geschwungenem Schnitzwerk, auf dem zwei Putten sitzen. Auf einer Schrifttafel steht AD MAJOREM DEI GLORIAM (Zur größeren Ehre Gottes). Das Altarblatt ist von zwei Säulen flankiert, daneben stehen geschnitzte Figuren. Die linke Figur zeigt den heiligen Jakobus. Der vollbärtige Mann mit langem Haupthaar trägt ein grünes Gewand mit goldenem Umhang. In der rechten Hand hält er ein aufgeschlagenes Buch, die linke ist mit ausgestreckten Zeige- und Mittelfinger über dem Buch zu sehen. Rechts vom Altarblatt steht der heilige Andreas. Er trägt einen goldenen Umhang mit grünem Untergrundstoff. Der kahlköpfige Heilige trägt einen Vollbart. Er hält seine linke Hand an einem Andreaskreuz, welches sich hinter ihm befindet, die rechte Hand fasst an seine Brust.
Das Holzantependium zeigt den Sturz des Saulus. Saulus, am unteren Bildrand am Boden sitzend, trägt ein grünes Gewand und einen weißen Umhang. Ein geharnischter Ritter hinter ihm stützt ihn an den Schultern. Um ihn herum befinden sich mehrere Soldaten, rechts von ihm zwei Pferde. Saulus blickt auf zum Himmel, an dem ihm Jesus mit einem großen Kreuz in einem strahlend gelben Licht erscheint, das aus dunklen Wolken hervorbricht. Bunte Blumenmalereien umrahmen das ovale Hauptgemälde des Holzantependiums.

### Südlicher Brüderchoraltar

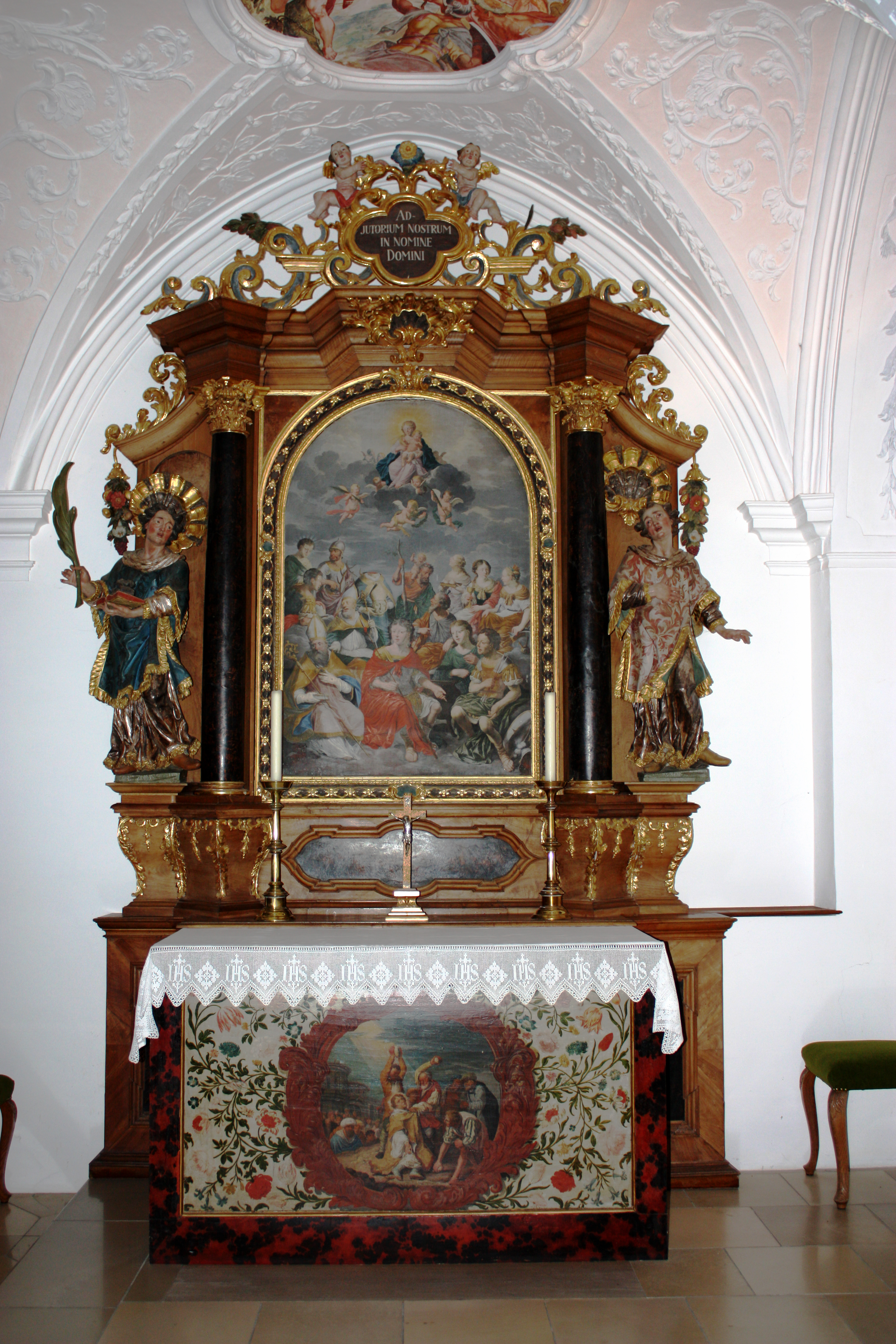
Der südliche Bruderchoraltar

Das Altarblatt des südlichen Brüderchoraltars zeigt Maria und die vierzehn Nothelfer. Maria ist in den Himmel entrückt, sitzt auf einer Wolke, umgeben von Putten mit Palmblättern und Lorbeerkranz und hält das mit einem Lendenschurz bekleidete Jesuskind im Arm. Sie trägt ein weißes Gewand mit rotem Umhang und ein silbernes Mieder. In ihrer rechten Hand hält sie einen Stab. Die Häupter der beiden sind von einem Strahlenkranz umgeben. Inmitten der vierzehn Nothelfer mit ihren Attributen trägt Christophorus das Jesuskind auf seinen Schultern und stützt sich schwer auf seinen Wanderstab. Die Heiligen sind ins Gespräch vertieft, lediglich die heilige Agatha von Catania blickt zum Himmel.
Der Auszug besteht aus verkröpftem Gebälk, auf dem zwei Putten sitzen. Zwischen den Putten steht auf einer Schrifttafel AD-JUTORIUM NOSTRUM IN NOMINE DOMINI (Unsere Hilfe ist im Namen des Herren). Das Altarblatt ist von zwei Säulen flankiert, neben diesen stehen geschnitzte Figuren. Die linke Figur ist der Diakon und Protomärtyrer Stephanus in silbernem Gewand mit goldener Borte, seine Dalmatik ist blau mit goldener Borte. In der rechten Hand hält er eine Märtyrerpalme, in der linken ein aufgeschlagenes Buch, auf dem Steine liegen. Sein schwarzes Haupthaar ist gelockt. sein Kopf von einem goldenen Strahlenkranz umgeben. Der Diakon Laurentius von Rom rechts trägt ein silbernes Gewand mit goldener Borte und eine mit Ornamenten geschmückte Dalmatik. Seine rechte Hand liegt ausgestreckt auf seiner Brust, die linke ist mit der Handfläche nach unten ausgestreckt. Sein Kopf ist leicht nach rechts geneigt.
Auf dem Holzantependium ist die Steinigung des heiligen Stephanus zu sehen. Die Darstellung ist einem Gemälde von Rembrandt van Rijn aus dem Jahre 1625 entlehnt. Stephanus trägt ein weißes Gewand mit goldener Dalmatik und um seinen Kopf einen Heiligenschein. Hinter Stephanus stehen zwei Männer, der rechte hält Stephanus mit der linken Hand an der Dalmatik fest, während er mit der linken einen Stein auf ihn wirft. Der linke Mann, gelb gekleidet, lässt mit beiden Händen einen größeren Stein auf den Kopf des Heiligen fallen. Rechts neben Stephanus hebt ein Mann in weißem Gewand mit blau-weiß gestreiften Ärmeln einen Stein vom Boden auf. Zwei weitere Männer stehen im Hintergrund, links neben der Szene ist eine größere, gaffende Menschenmenge zu sehen. Dahinter steht ein römischer Palast oder ein Stadttor. Das runde Hauptbild umrahmen bunte Blumenmalereien.

## Fresken
Das Lettnergewölbe schmücken drei Fresken von Johann Baptist Zimmermann, die zwischen 1711 und 1713 entstanden sind. Sie haben alle eine Vierpass-Form mit Halbkreisbögen.

### Martyrium des heiligen Bartholomäus

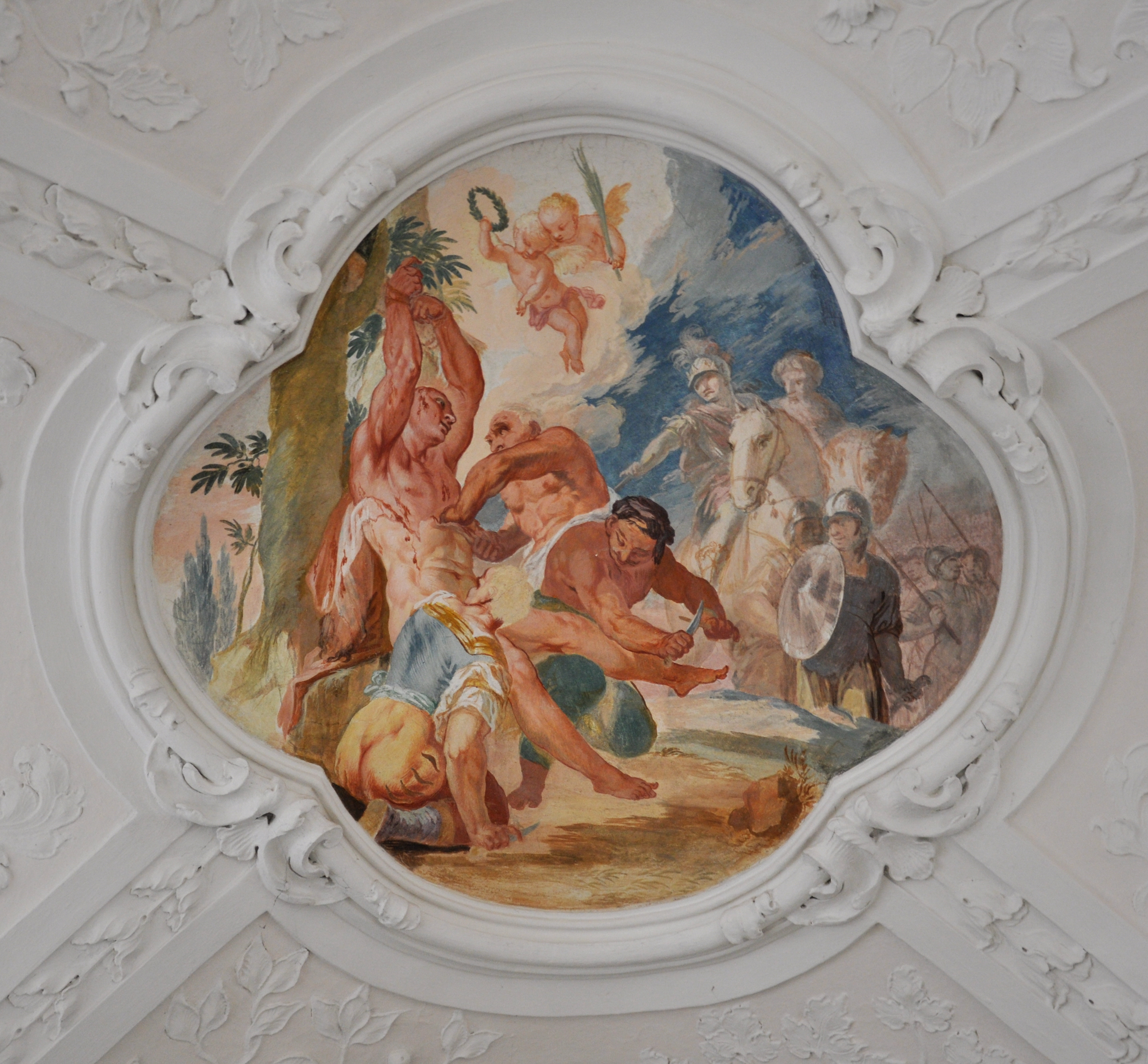
Martyrium des heiligen Bartholomäus

Das nördliche Fresko zeigt das Martyrium des heiligen Bartholomäus. Die linke Ausbuchtung ist von einem Baumstamm gegliedert. Im rechten Hintergrund sind mehrere Zypressen zu sehen. An dem Baumstamm ist der heilige Bartholomäus an einem über ihm befindlichen Ast gefesselt und hängt an diesem. Der nackte, muskulöse Heilige hat ein ausdrucksloses Gesicht, welches leicht nach links geneigt ist. Er ist bereits bis unterhalb der Brust gehäutet, weshalb sein Oberkörper rot gemalt ist. Die Hautlappen hängen an der Seite herab. Seine Beine hängen nach vorne in der Luft. Vor Bartholomäus kniet ein Mann, der nur am Oberkörper ein Hemd und Schuhe trägt. Sein blankes Gesäß ist dem Betrachter zugewandt, in seiner rechten Hand hält er ein Messer. Dem aufgehängten Heiligen wird von einem rechts von ihm befindlichen, sehr muskulösen Mann über eine Wunde an der Brust das Herz herausgerissen. Die Hand des Peinigers ist komplett in der Brust des Heiligen. Vor diesem ist ein Mann zu sehen, der gerade mit der Häutung des linken Fußes beginnen will und dazu das Messer wetzt. Der untere Bildrand wird von dem steinigen Boden gestaltet. Rechts neben der Peinigerszene rücken geharnischte Soldaten mit Schwert und Schild an. Diese sind teilweise auch beritten. Die obere Ausbuchtung wird vom Himmel, welcher wolkenverhangen dargestellt ist, gestaltet. Aus den Wolken kommen zwei Putten. Die linke trägt einen Lorbeerkranz, die rechte einen Palmenzweig, sie sehen auf die Peinigerszene hinunter.

### Schlüsselübergabe an Petrus

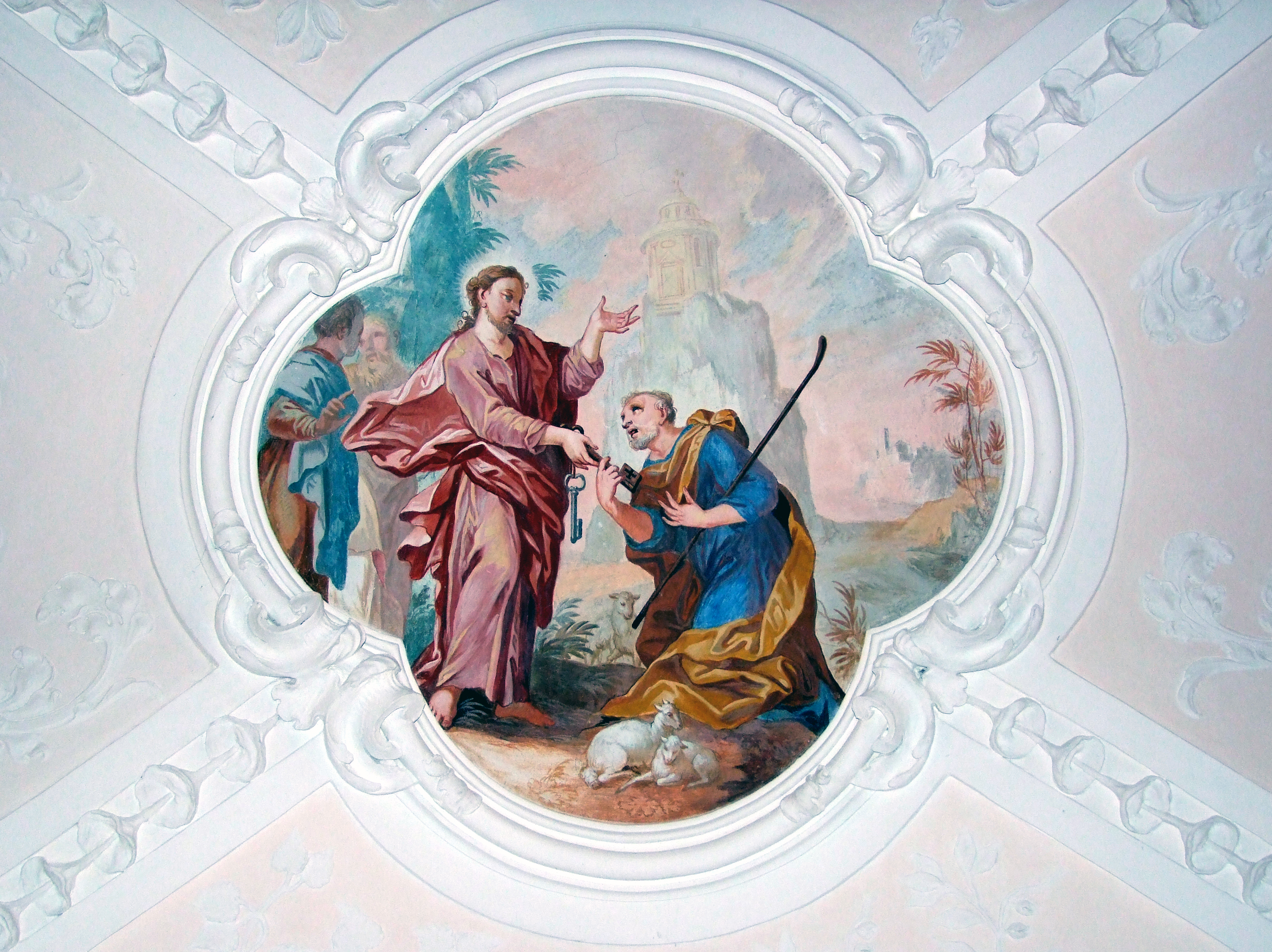
Schlüsselübergabe an Petrus

Das mittlere der drei Fresken zeigt die Schlüsselübergabe an Petrus. In der Bildmitte ist Petrus dargestellt. Der kniende Apostel trägt ein blaues Gewand und einen goldenen Umhang. Er ist als alter Mann mit weißem, spärlichem Haupthaar und weißem Vollbart dargestellt. In seinem linken Ellenbogen hält er einen Hirtenstab. Sein Blick ist nach oben in Richtung des vor ihm stehenden Jesus gerichtet. Jesus trägt ein rosarotes Gewand mit einem roten Umhang, hat volles, langes hellbraunes Haupthaar und einen Vollbart in derselben Haarfarbe. Seine linke Hand zeigt mit der Handfläche gen Himmel, in seiner rechten hält er einen Schlüsselbund mit zwei Schlüsseln in goldener bzw. silberner Farbe für die geistliche und weltliche Herrschaft. Den goldenen Schlüssel – im Schlüsselbart ist ein Kreuz eingefräst – hat Petrus bereits in seine rechte Hand genommen. Vor Petrus liegen zwei Schafe, die die untere Bildseite einnehmen. Hinter Petrus kommt ein weiteres Schaf angelaufen. Hinter Jesus stehen zwei sich unterhaltende Männer, die die linke Bildseite bilden. Im Hintergrund von Petrus ist ein steiler Felsen zu sehen, auf dem eine Rundkirche steht. Die rechte Bildhälfte nimmt eine felsige Landschaftsmalerei ein.

### Martyrium des heiligen Sebastian

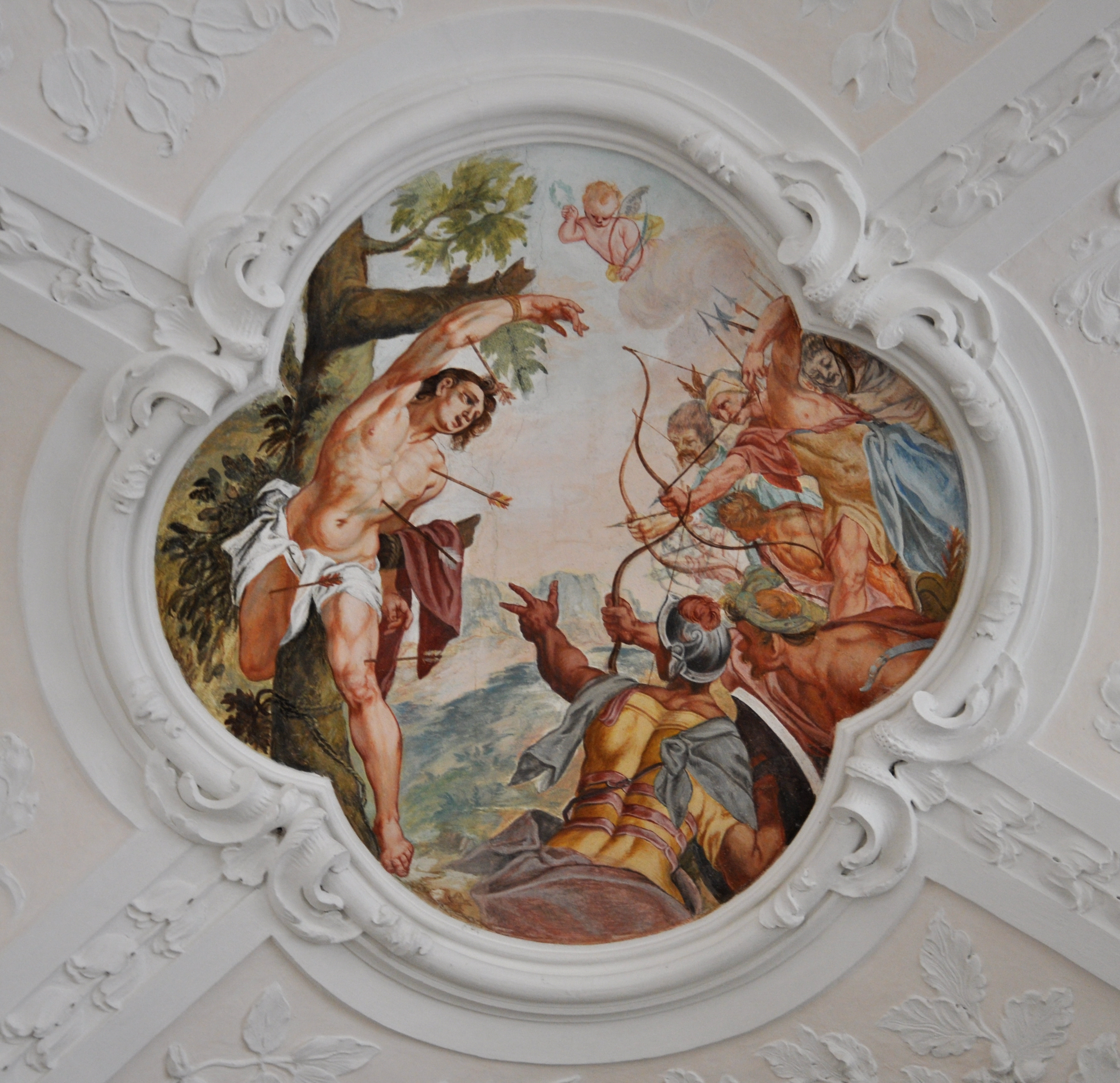
Martyrium des heiligen Sebastian

Das südliche Fresko zeigt das Martyrium des heiligen Sebastian. Der heilige Sebastian nimmt, rückwärts an einen Baum gefesselt, die linke Bildseite ein. Seine nach oben gestreckte rechte Hand ist an einen Aststumpf gebunden. Von der erhobenen Rechten bis zu seinem linken Fuß ist sein Körper sichelförmig gebogen, sein abgewinkeltes rechtes Bein hält er hinter den Baum, sein linkes ausgestreckt nach vorne. Er ist lediglich mit einem weißen Lendenschurz bekleidet. An einen weiteren Aststumpf in Höhe der Lendenregion des Heiligen ist ein rotes Tuch gelegt. In Sebastian stecken insgesamt fünf gefiederte Pfeile, je einer in der linken Schulter, der Brust, im linken Unterarm und in den Oberschenkeln. Ihm gegenüber haben mehrere Bogenschützen Stellung bezogen, die ihre Waffen auf den Heiligen richten. Den vordersten Platz nimmt ein Krieger ein, der sich von den anderen dadurch abhebt, dass er mit Schild und Helm ausgerüstet ist. Er hat wohl gerade den Befehl gegeben, auf Sebastian zu schießen, denn seine linke Hand ist mit drei gespreizten Fingern in einer demonstrativen Geste gegen Sebastian gerichtet. Über den Angreifern ist eine Wolke mit einem blondgelockten Putto zu sehen, der mit seiner rechten Hand einen Lorbeerkranz, mit der linken einen kleinen Palmzweig bringt, das Attribut des Märtyrers. Der Hintergrund des Bildes wird von einer grünen, fast schon impressionistischen Landschaftsmalerei gestaltet.